# DHL Ostrava
DHL Ostrava ist ein tschechischer Volleyball-Verein, dessen Männer in der ersten tschechischen Liga und in der Champions League spielen.

## Europapokal
Ostrava spielte in der Saison 2006/07 in der Champions League. Die Tschechien trafen in der Gruppe D auf den deutschen Meister VfB Friedrichshafen sowie Panathinaikos Athen, Bre Banca Lannutti Cuneo (Italien), Vojvodina Novi Sad (Serbien) und CD Numancia de Soria (Spanien). Jede Mannschaft bestritt je fünf Heim- und fünf Auswärtsspiele.